# 栗子山
栗子山（くりこやま）は、福島県福島市と山形県米沢市との境、奥羽山脈に位置する標高1217メートルの山。当記事では栗子山系についても記述する。

## 概要
同じく奥羽山脈に属している南方の吾妻連峰と北方の蔵王連峰に挟まれた山々を「栗子山系」「栗子連山」「栗子連峰」と呼ぶこともある。山系の範囲は宮城県、山形県、福島県の3県に及ぶ。栗子山はその山々の中で最も標高が高い。
栗子山頂へは東の福島市側に登山道は無いに等しく、頂上を目指す際には西の米沢市側に存在する登山道を進むのが一般的である。

## 施設
旧道
- 板谷峠
- 板谷街道

新道
- 栗子峠
- 栗子隧道
- 萬世大路
- 国道13号
- 東栗子トンネル
- 西栗子トンネル
- 鳩峰峠
- 国道399号

高速道路
- 東北中央自動車道
- 栗子トンネル

鉄道
- 奥羽本線
- 山形新幹線

## 山一覧
- 竜ケ岳
- 豪士山 (1,022m)
- 摺上山 (997m)
- 駒ケ岳
- 西川山 (947m)
- 七ツ森
- 栗子山 (1,217m)
- 葡萄沢山 (967m)
- 天宝山 (1,007m)
- 月ノ嶺山 (1,020m)
- 二ツ小屋山 (947m)

など